# (36249) 1999 VT178
1999 في تي 178 (ويعرف أيضًا باسم (36249) 1999 في تي 178 وفق تسمية الكوكب الصغير) (بالإنجليزية: 1999 VT178)‏ هو كويكب ضمن حزام الكويكبات؛ وترتيبه 36249 من حيث الاكتشاف.
اكتُشف هذا الجُرم الفلكي بواسطة بحث لنكولن عن الكويكبات القريبة من الأرض في 6 نوفمبر 1999.

## وصلات خارجية
- (36249) 1999 VT178 في قاعدة بيانات مختبر الدفع النفاث لأجرام النظام الشمسي الصغيرة

- الاكتشاف · مخطط المدار ·  العناصر المدارية · المعلمات المادية

- (36249) 1999 VT178 على موقع ويكي سكاي: DSS2, SDSS, GALEX, IRAS, Hydrogen α, X-Ray, Astrophoto, Sky Map, Articles and images